# Lawrie Reilly
Lawrence ("Lawrie") Reilly (Edinburgh, 28 oktober 1928 – 22 juli 2013) was een Schots voetballer die als aanvaller speelde. 
Reilly speelde voor Hibernian van 1946 en 1958 en maakt 253 wedstrijden voor de club. Hij was ploeggenoot van onder anderen Eddie Turnbull.
Hij speelde ook 38 interlands voor Schotland.
"Last-minute Reilly" speelde nooit een EK of WK, hij was wel geselecteerd voor het Wereldkampioenschap voetbal 1954 in Zwitserland, maar hij viel af door symptomen van pleuritis. Hij kwam wel tot 22 goals voor zijn land, vaak in de slotfase van de wedstrijd.
Reilly is in 2005 opgenomen in de Scottish Football Hall of Fame.
Op 84-jarige leeftijd is hij overleden in een ziekenhuis.